# Джулюница (област Русе)
 За другото българско село вижте Джулюница (Област Велико Търново).  
Джулю̀ница е село в Северна България. То се намира в община Ценово, област Русе.

## География
Село Джулюница се намира на 22 километра югоизточно от град Свищов и на 20 километра северозападно от град Бяла. Около него са разположени селата Белцов, Ценово, Пиперково и Новград. Селото е в близост до долното течение на река Янтра. Край него минава автомобилният път 5201.

## Население
Населението на село Джулюница се състои от 155 души. Религията, която изповядват жителите, е източно православие.

## История
Името на селото идва от растението джулюн, плодовете на което в миналото са служели за храна.

## Културни и природни забележителности
На 3-4 километра северозападно от селото има останки от могили от римската епоха. Такива могили има и край съседните села. При наближаваща опасност хората си подавали сигнали, като са палели огньове на тези могили. Могилите се разполагат в местностите с най-висока надморска височина в този район. От върха на могилите се вижда ясно пътят на река Янтра, която се движи на север, за да се влее в река Дунав. В близост до селото се намира местността „Марков кръст“.

## Редовни събития
Всяка година в последната неделя на месец октомври се чества празникът на селото.

## Местен фолклор и традиции
В селото е създадена фолклорна група Детелина.